# Alfredo Alfredo
Alfredo Alfredo è un film del 1972 scritto e diretto da Pietro Germi.
Il film, l'ultimo diretto da Germi, vinse il David di Donatello quale miglior film italiano dell'anno.

## Trama
Alfredo, giovane laureato in architettura ma impiegato di banca ad Ascoli Piceno, si innamora di Mariarosa, una farmacista, ma non ha il coraggio di presentarsi fin quando l'amico Oreste non lo aiuta. Mariarosa, in un primo momento, non sembra interessata al giovane, anche se in seguito sarà proprio lei a cercarlo e a invitarlo. Alfredo è molto interessato alla ragazza, ma è anche spaventato dal comportamento della donna, che lo tempesta di telefonate e di lettere e gli fa perdere l'unico amico, Oreste. Spinto da sentimento autentico la sposa. Mariarosa rivoluziona la sua vita e la sua casa, tanto da indurre il padre di Alfredo ad andarsene. In seguito diventa ossessiva anche nel suo desiderio di diventare madre. Quando sembra essere incinta il controllo su Alfredo viene meno e inizia per lui un periodo di maggiore serenità. Conosce Carolina, una giovane dolce e allegra, con la quale inizia un rapporto.
La gravidanza di Mariarosa si rivela isterica e per Alfredo inizia un calvario, dovendosi dividere tra la moglie che è tornata a controllarlo e Carolina. Diventa così uno degli esponenti di spicco del movimento divorzista. È, infatti, il periodo del referendum sul divorzio. All'atto della firma per la convalida della separazione scopre che Mariarosa ora si accompagna con Oreste. Si cominciano, quindi, i prepararativi per le nozze con Carolina. Alfredo spera che, almeno lei, che si è sempre dimostrata anticonformista, rinunci al matrimonio considerato una sventura. Purtroppo per lui non sarà così.

## Produzione
Nel ruolo del padre di Alfredo l'attore e doppiatore presso la CDC, Gino Baghetti.
Il film è stato girato interamente ad Ascoli Piceno. Parte delle riprese del film (come la cena serale) sono state girate all'interno del Palazzo Indignozzi, sulla piazza Ventidio Basso e al Caffè Meletti di piazza del Popolo.
Alcune scene esterne al contesto urbano sono state girate presso San Giacomo, vicina stazione di soggiorno montano.

## Riconoscimenti
- 1974 - Golden Globe
  - Candidatura Miglior film straniero (Italia)
- 1973 - David di Donatello
  - Miglior film
- 1973 - National Board of Review Awards
  - Candidatura Migliori film stranieri